# مجلس الوصاية التابع للأمم المتحدة
مجلس الوصاية التابع للأمم المتحدة. ظهر نظام الوصاية بعد قيام الأمم المتحدة ليطبق على الأقاليم غير المتمتعة بالحكم الذاتي، ولا سيما الأقاليم التي كانت تخضع لدول المحور فأنشى مجلس الوصاية بهدف رعاية مصالح شعوب تلك الأقاليم والأخذ بيدها نحو الحكم الذاتي والاستقلال.
ونص عليه ميثاق الأمم المتحدة حسب المادة 77 على أن يطبق نظام الوصاية على الأقاليم الداخلة في الفئات التالية مما قد يوضع تحت حكمها بمقتضى اتفاقات وصاية:
1. الأقاليم المشغولة الآن بالانتداب.
2. الأقاليم التي قد تقتطع من دول الأعداء نتيجة للحرب العالمية الثانية.
3. الأقاليم التي تضعها في الوصاية بمحض اختيارها دول مسؤولة عن إدارتها.

أما تعيين أي من الأقاليم من الفئات سالفة الذكر توضع تحت نظام الوصاية وطبقا لأي شروط، فذلك يتم بعد عقد اتفاقات.

## تاريخه
أسس المجلس بوصفه أحد الأجهزة الرئيسية للأمم المتحدة بمقتضى الميثاق، وكان أول اجتماع له في مارس 1947. بدلًا من أن ينص الميثاق على عدد للعضوية بالمجلس، قضى بأن تشكل من ثلاث فئات من الدول هي الدول القائمة بإدارة الأقاليم المشمولة بالوصاية، والدول الدائمة في مجلس الأمن التي لا تتولى إدارة أقاليم خاضعة للوصاية، وعدد من الدول الأعضاء في الأمم المتحدة تقوم الجمعية العامة بانتخابها بحيث يتحقق التساوي في العدد بين دول الفئتين الأولى والثانية، وينتخب دول الفئة الثانية لمدة ثلاث سنوات. ولما كان عدد الدول المديرة للأقاليم الواقعة تحت الوصاية قد هبط، فقد نقص بالتالي حجم المجلس، وكان في سبعينات القرن العشرين يتألف من أعضاء فقط هي الولايات المتحدة الأمريكية عن الدول المديرة للأقاليم الخاضعة لنظام الوصاية، والدول الأعضاء الدائمة الأخرى في مجلس الأمن وهي الصين، وفرنسا، والمملكة المتحدة والاتحاد السوفيتي سابقًا.
لم ينص الميثاق على سلطة مجلس الوصاية في إنشاء أجهزة فرعية له، ومع ذلك فإن هذا لم يحل دون ممارسة المجلس لهذا الحق الذي قضى به لمجلسي الأمن والاقتصادي والاجتماعي، فكان أن أنشأ بعض الأجهزة من أهمها لجنة العرائض للنظر فيما يرد منها من سكان الأقاليم الخاصعة لنظام الوصاية.
أختص المجلس بمهمة الإشراف، نيابة عن الجمعية العامة على إدارة الأقاليم الموضوعة تحت الوصاية باستثناء المناطق الاستراتيجية، فهذه يتولى مجلس الأمن الإشراف عليها، ويضع لهذا الغرض استيبانًا عن تقدم سكان كل إقليم مشمول بالوصاية في مختلف الحالات، وتعمل السلطة القائمة بالإدارة تقريرًا سنويًا على أساس هذه الاستبيانات. ويقوم المجلس الوصاية بالمهام التالية: فحص التقارير التي يتلقاها من السلطات المشرفة على إدارة الأقاليم الموصى بها ومناقشتها ووضع استفتاء عن تقدم الأهالي في البلاد الموضوعة تحت الوصاية، في النواحي السياسية والاقتصادية والاجتماعية والتربوية، والنظر في الشكاوى التي يقدمها أهالي البلاد بالتشاور مع السلطات المشرفة على الإدارة فيها وتنظيمات زيارات تفتيشية دورية يتفق على مواعيدها مع السلطات المشرفة على الإدارة. يصدر مجلس الوصاية قراراته بالأغلبية المطلقة ولكل عضو فيه صوت واحد.
ويتلقى المجلس العرائض التي تقدم له من سكان الأقاليم الخاضعة للوصاية، ويفحصها بالتشاور مع الدولة القائمة بالإدارة، ويتخذ الإجراء المناسب بشأنها، ويصدر التوصيات إلى السلطة القائمة بالإدارة أو للأمانة العامة للأمم المتحدة. وقد يترتب على هذا الإجراء إيفاد لجنة تحقيق إلى الإقليم المشمول بالوصاية، وينظم المجلس زيارات دورية إلى الأقاليم الخاضعة للوصاية في أوقات يتفق عليها مع السلطة القائمة بالإدارة، ويقوم بتشكيل البعثات التي توفد في هذه الزيارات وتحديد مهمتها التي تكون أما للإطلاع على مدى تقدم الإقليم، وإما للتحقيق في موضوع معين، ويتخذ هذه الإجراءات وفقًا للشروط الواردة في اتفاقية الوصاية.
تحدد أهداف نظام الوصاية إلى درجة أنه من الأقاليم الأحد عشر التي وضعت تحت الوصاية في الأصل لم يبق منها إلا واحد في عام 1977، وهو إقليم ميكرونيزيا تحت وصاية الولايات المتحدة، أما الأقاليم الأخرى الواقع معظمها في أفريقيا فقد نالت الحكم الذاتي أو الاستقلال سواء كدول منفردة أو بالانضمام إلى دول مستقلة مجاورة عقب فترة الإشراف من جانب مجلس الوصاية.
وقد أنجزت مهمتها، ووقف عمله في 1 نوفمبر 1994، وعلى الرغم من أنه لا يزال موجودًا على الورق بموجب ميثاق الأمم المتحدة، فإن دوره المستقبلي وحتى وجوده يظل غير مؤكد. فعُلِق مجلس الوصاية عملياته بعد شهر من استقلال بالاو، آخر إقليم خاضع لوصاية الأمم المتحدة. بموجب قرار اتخذ في 25 مايو 1994، عدل المجلس نظامه الداخلي للتخلي عن الالتزام بالاجتماع سنويًا ووافق على الاجتماع حسب الاقتضاء بقراره أو قرار رئيسه أو بناء على طلب أعضائها أو الجمعية العامة أو مجلس الأمن. يرأس مجلس الوصاية حاليًا (اعتبارًا من 2018) آن غيغان مع جوناثان جاي ألين نائبًا للرئيس.

### دوره
أدى مجلس الوصاية دورًا حاسمًا في المساعدة على تحقيق نظام الوصاية وتحررت بمتابعته شعوب عدة وضعت بلادها تحت إشرافه، فعندما قامت الأمم المتحدة بلغ عدد الأقاليم الخاضعة للوصاية عشرة أقاليم، كانت خاضعة لنظام الانتداب، إضافة إلى الصومال الإيطالي والمستعمرات اليابانية في المحيط الهادي وليبيا وإريتريا، وقد حصلت هذه الأقاليم على استقلالها تباعا بدءًا من ليبيا حتى جزر المحيط الهادي التي كانت تحت الوصاية الأمريكية. وفي 9 نوفمبر 1993 عقدت حكومة بالاو آخر هذه الجزر استفتاءًا عامًا حول ميثاق التعامل الحر مع الولايات المتحدة الأمريكية وقد أشرف الأمم المتحدة على هذا الاستفتاء. وفي الجلسة الستين لمجلس الوصاية تقرر أنها حققت استقلالها، وهكذا لم يعد هناك أي إقليم مشمول بالوصاية منذ عام 1994 وبالتالي غدا المجلس بلا مهمة مما حمل الأمين العام على توصية الدول الأعضاء بتعديل الميثاق لإلغاء مجلس الوصاية من البنيان التنظيمي للأمم المتحدة دستوريًا. أما فعليًا فقد انتهى المجلس بعدما أدى دوره كامًلا.